# 鐵甲無敵瑪利亞
《鐵甲無敵瑪利亞》是1988年的香港電影。由鍾志文導演，徐克製作，葉蒨文、岑建勛、徐克、梁朝偉、林正英、林國斌主演。描述發生在香港的機器人故事。

## 劇情
一晚，城市最大的黑幫「英雄黨」使用巨型機器人「先鋒一號」搶劫銀行，警察出動特種部隊仍無力阻止。先鋒一號回到英雄黨基地，幫主（林國斌飾）宣布成功仿照其情人瑪利亞（葉蒨文飾）的面孔，製造出另一款機器人「先鋒二號」。
當晚到銀行現場採訪的小記者莊自強（梁朝偉飾），一直被報館所嫌棄，但仍然努力工作。他巧遇於警察研發部門工作的捲毛（岑建勛飾），因此互相結識。此時捲毛正嘗試研製超音速鋼砲，哪知被上司鄙視，不獲接納計劃；在失意之際，捲毛於酒吧認識了剛脫離英雄黨的流氓威士忌（徐克飾）。威士忌遭到英雄黨派出的先鋒二號追殺，捲毛自告奮勇救人，然而因此被警察部懷疑捲毛當英雄黨臥底，受到追捕。
捲毛隨威士忌逃亡，逃到海邊一處破屋。威士忌後來發現捲毛竟然搜獲先鋒二號，並且把之修復改造。英雄黨的瑪利亞帶著先鋒一號找到破屋，欲追殺威士忌。捲毛操控了先鋒二號擊退先鋒一號，並且與威士忌再逃到一家船廠。剛好莊自強在場，也跟蹤他們到船場，與逐漸產生人類反應的先鋒二號演出一段喜劇。
莊自強與捲毛、威士忌潛入英雄黨基地，欲找威士忌的師父（林正英飾）幫忙。原來是師父本就對英雄黨幫主的所作所為看不過眼，常欲找機會向幫主攤牌。英雄黨幫主認為師父在背後出賣自己，欲置師父於死地。莊自強、捲毛、威士忌連同先鋒二號營救師父，並與英雄黨幫主決一死戰。捲毛與威士忌用超音速鋼砲與先鋒一號開戰，但不果，先鋒二號不顧自身安危消滅先鋒一號；而英雄黨幫主正好開動新型機器巨獸「先鋒三號」，被潛入駕駛室的莊自強與師父趕出駕駛室。師父與幫主兩人繼續打鬥，過程中幫主失手，從駕駛室墮下摔死。救不回幫主的瑪利亞也一起跳下，在幫主身邊殉情。而先鋒三號因為莊自強的胡亂操作而起飛。莊自強與師父一同跳出先鋒三號，成功逃走。
最後捲毛、威士忌、莊自強，與先鋒二號一同快樂地生活。

## 演員
| 演員   | 角色            |
| 葉蒨文 | 瑪利亞/先鋒二號 |
| 梁朝偉 | 莊自強          |
| 岑建勳 | 卷毛            |
| 徐克   | 小徐/威士忌     |
| 林國斌 | 英雄黨幫主      |
| 林正英 | 師父            |
| 秦沛   | 特種部隊隊長    |
| 陳國新 | 警察研發部上司  |

## 雜記
- 幫主用來處決師父的設施是垃圾焚化爐。
- 先鋒一號的造型類似鋼彈故事中的薩克II機器人。
- 先鋒二號瑪利亞改造過後的外型很像1926年電影大都會中的瑪利亞。
- 片中出現過類似日本機械人動畫《超獸機神斷空我》主題曲“Burning Love”的背景音樂
- 片中的瑪利亞很像日本ova動畫《ザ・ヒューマノイド 哀の惑星レザリア》(本作品在香港無綫電視台播放時譯"瑪利亞")的機器人

## 外部連結
- 香港影庫上《鐵甲無敵瑪利亞》的資料（繁體中文）

- 開眼電影網上《鐵甲無敵瑪利亞》的資料（繁體中文）

- 豆瓣电影上《鐵甲無敵瑪利亞》的資料 （简体中文）
- 时光网上《鐵甲無敵瑪利亞》的資料（简体中文）
- AllMovie上《鐵甲無敵瑪利亞》的资料（英文）
- 爛番茄上《鐵甲無敵瑪利亞》的資料（英文）
- 互联网电影数据库（IMDb）上《鐵甲無敵瑪利亞》的资料（英文）